# Bregenzer Frühling
De Bregenzer Frühling (Bregenzer Lente) is een dansfestival in Bregenz, Vorarlberg (Oostenrijk). Het wordt sinds 1987 elk jaar tussen maart en juni gehouden in de feestzaal van Bregenz (Festspielhaus).

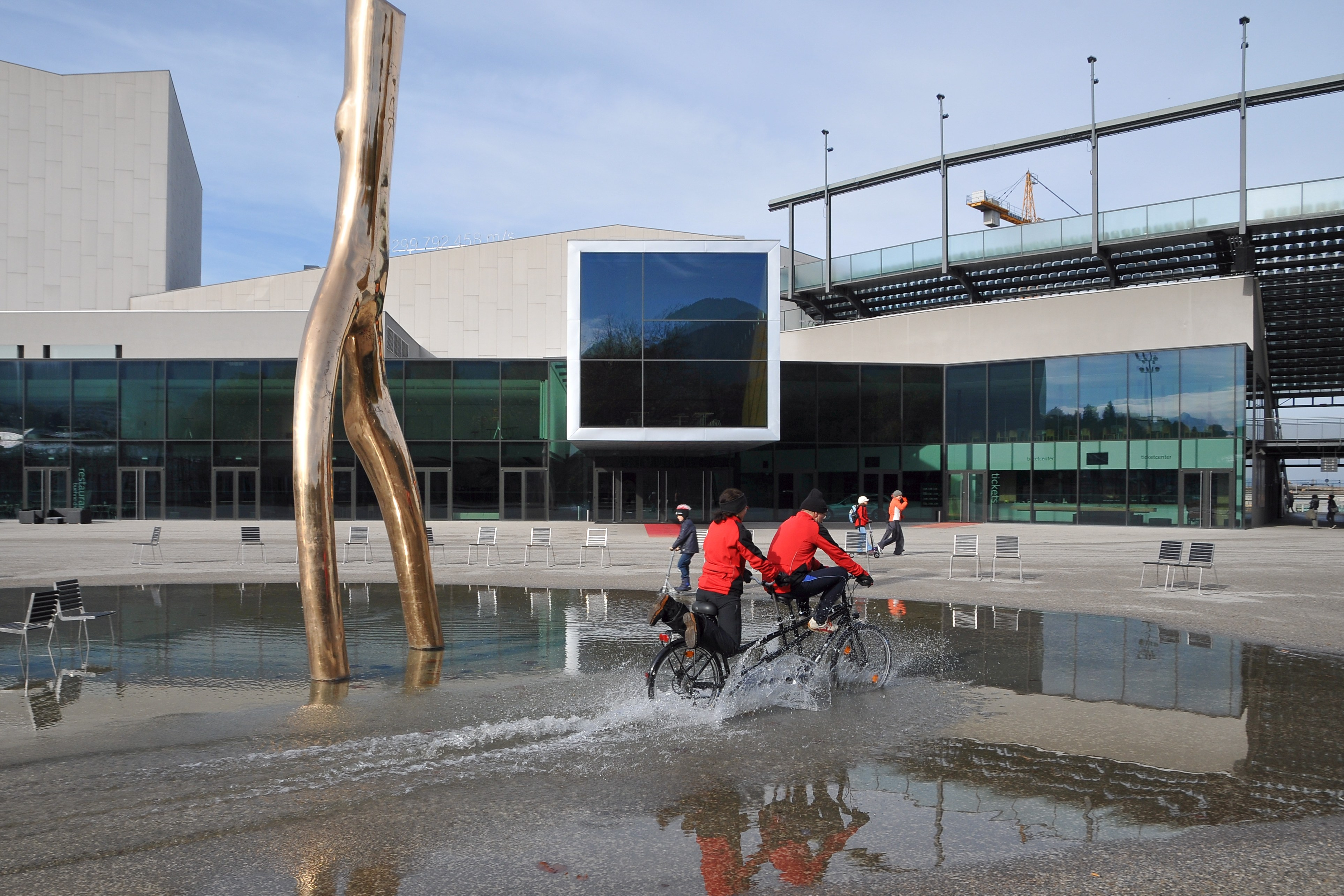
Het Festspielhaus in Bregenz is een van de locaties van het Bregenzer Frühling festival.

Dansensembles van over de hele wereld voeren hun nieuwe producties uit, samen met Oostenrijkse premières. Elk jaar treden vijf verschillende dansensembles op in de Bregenzer Frühling. Met een budget van ongeveer 500.000 euro en tot 10.000 bezoekers is het festival een van de belangrijkste dansfestivals in Oostenrijk.
De 2020-editie van de Bregenz Frühling moest worden geannuleerd vanwege de COVID-19-pandemie.